# 總裁航空
總裁航空是一間南非包機的航空公司，成立於1984年。

## 代號
- ICAO代號: EAS
- 呼號: AEROSPACE [1]

## 機隊
總裁航空有以下機隊
- 4 BAe 748 系列 2B
- 2 道格拉斯DC-9-30

## 外部連結
- 官方網站

## 備註
1. ↑  .   [2009-03-29]. （原始内容存档于2008-08-28）.
2. ↑  . 國際飛行. 2007-04-03: 80.